# Yeo Jin-goo
Dans ce nom coréen, le nom de famille, Yeo, précède le nom personnel.
Yeo Jin-goo (여진구) est un acteur sud-coréen, né le 13 août 1997 à Séoul.

## Biographie
Yeo Jin-goo naît le 13 août 1997 à Séoul. Il est l’aîné des deux enfants et a un jeune frère. Petit, il voulait apparaître à la télévision et demande à ses parents de lui donner une chance pour y arriver. Avec le soutien de ses parents, il prend des cours de comédie et fait son premier pas au cinéma dans Sad Movie (새드무비) de Kwon Jong-gwan (2005).
En 2016, il est diplômé au lycée de Namgang, un établissement pour garçons,. Il étudie le théâtre à l’université de Chung-Ang.

## Filmographie

### Films
- 2005 : Sad Movie (새드무비) de Kwon Jong-gwan
- 2006 : No Mercy for the Rude (예의없는 것들) de Park Cheol-hee : Killa, le jeune
- 2008 : Santamaria (잘못된 만남) de Jeong Yeong-bae : Da-seong
- 2008 : Antique (서양골동양과자점 앤티크) de Min Gyoo-dong : Jin-hyeok, le jeune
- 2008 : A Frozen Flower (쌍화점) de Yoo Ha : Hong-rim, le jeune
- 2013 : Hwayi (화이 : 괴물을 삼킨 아이) de Jang Joon-hwan : Seok-tae
- 2014 : Mr. Perfect (백프로) de Kim Myeong-gyoon : Lee Byeong-joo
- 2014 : Uigwe, the 8-Day Festival 3D (의궤, 8일간의 축제 3D) de Choi Pil-gon : le narrateur
- 2014 : Tazza: The Hidden Card (타짜-신의 손) de Kang Hyeong-cheol
- 2015 : Shoot My Heart (내 심장을 쏴라) de Mun Je-yong : Lee Soo-myeong
- 2015 : The Long Way Home (서부전선) de Cheon Seong-il : Yeong-gwang
- 2017 : Warriors of the Dawn (대립군) de Chung Yoon-chul : le prince Gwanghae
- 2017 : 1987: When the Day Comes (1987) de Jang Joon-hwan : Park Jong-chul
- 2022 : Ajoomma (아줌마) de He Shuming
- 2022 : Ditto (동감) de Seo Eun-young : Kim Yong
- 2023 : Noryang (노량: 죽음의 바다) de Kim Han-min
- 2024 : Piège en altitude (하이재킹) de Kim Sung-han : Yong-dae

### Séries télévisées
- 2006 : Queen of the Game (게임의 여왕) de Oh Se-kang : Sin-jeon, le jeune
- 2008 : Gourmet (식객) de Choi Jong-soo et Han Cheol-soo : Ho-tae
- 2008 : Tazza (타짜) de Baek Soo-chan et Kang Sin-hyo : Go-ni, le jeune
- 2009 : Can Anyone Love (사랑은 아무나 하나) de Lee Jong-su : Seol-ran / Lee Pu-reum-chan
- 2009 : Princess Ja Myung Go (자명고) de Lee Myeong-woo
- 2009 : Swallow the Sun (태양을 삼켜라) de Yoo Cheol-yong : Kim Jeong-woo, le jeune
- 2010 : The Reputable Family (명가 - 名家) de Jeon Woo-seong et Lee Eung-bok : Choi Gook-seon, le jeune
- 2010 : Giant (자이언트) de Lee Chang-min-I et Yoo In-sik : Kang-mo, le jeune
- 2011 : Warrior Baek Dong-soo (무사 백동수) de Kim Hong-seon-I, Lee Hyeon-jik et Lee Myeong-woo : Baek Dong-soo, le jeune
- 2011 : Deep-rooted Tree (뿌리깊은 나무) de Jang Tae-yoo : Boy Chae-yoon
- 2012 : The Moon that embraces the sun (en) (해를 품은 달) de Kim Do-hoon et Lee Seong-joon : Lee Hwon, le jeune
- 2012 : Missing You (보고싶다) de Lee Jae-dong et Lee Seong-joon : Han Jeong-woo, le jeune
- 2013 : Potato Star (감자별 2013QR3) de Kim Byung-wook : Hong Hye-seong
- 2013 : Can We Love? (사랑해도 될까요) de Park Hyeong-gi : Yeo Dong-jo
- 2015 : Orange Marmalade (오렌지 마말레이드) de Choi Seong-beom et Lee Hyeong-min : Jeong Jae-min
- 2016 : Jackpot (대박) de Nam Geon : le prince Yeoning/Yeongjo
- 2017 : Circle (써클: 이어진 두 세계박) de Min Jin-gi : Kim Woo-jin
- 2017 : Reunited Worlds (다시 만난 세계) de Baek Soo-chan : Seong Hae-seong, à 19 ans
- 2019 : The Crowned Clown (왕이 된 남자) de Kim Hee-won : Ha Seon / Lee Heon
- 2019 : Absolute Boyfriend (절대 그이) de Jeong Jeong-hwa : Young-goo, numéro 9
- 2019 : Hotel del Luna (호텔 델루나) de Kim Jeong-hyeon et Oh Choong-hwan : Goo Chan-seong, l’hôtelier
- 2020 : Start-Up (스타트업) : Jang Young-shil (voix seulement)
- 2021 : Beyond Evil (괴물) : Han Joo-won
- 2021 : Link: Eat, Love, Kill (링크: 먹고 사랑하라, 죽이게) : Eun Gye-hoon

## Théâtre musical
- 2008 : Chorus of Angels (천사들의 합창) : Lee Woo-ri[5]

## Distinctions

### Récompenses
- SBS Drama Awards 2008 : Meilleure jeune talent de l'année de l'année (Child Performance of the Year Award)
- Mnet 20's Choice Awards 2012 : Meilleur espoir (20's Upcoming 20's)
- Pierson Movie Festival 2012 : Meilleur jeune acteur de l'année (Best Child Actor Award of the Year)
- MBC Drama Awards 2012 : Meilleur jeune acteur de l'année (Child Actor Award of the Year)
- Drama Fever Awards 2012 : Révélation de l'année (Breakthrough Performance of the Year)